# Улица Гущина
Улица Гущина — улица в городе Барнаул.
Проходит в Ленинском и Железнодорожном районах.
Является одной из самых длинных (5353 м) улиц города.
Названа в честь Петра Ильича Гущина.
Пётр Ильич Гущин родился в 1892 году в белорусском городе Гродно. C 1913 года служил в русской армии. Участвовал в Первой мировой войне, затем в гражданской, с красными частями дошёл до Алтайского края. В Барнауле остался жить после демобилизации. Во время Великой Отечественной войны по возрасту и состоянию здоровья не мог пойти на фронт и в 1942 году стал милиционером. 3 сентября 1944 погиб при задержании вооружённой банды «Чёрная кошка». На выстрелы успела среагировать группа подкрепления, которая сумела задержать преступников.
29 октября 1963 года Барнаульский горсовет принял решение о переименовании улицы Цветочная в улицу Гущина.